# Iguana de bandes de les Fiji
La iguana de bandes de les Fiji (Brachylophus fasciatus) és una espècie de sauròpsid (rèptil) escatós de la família dels iguànids endèmic de les illes Fiji en perill d'extinció. Ha estat introduïda a l'illa de Tonga.